# Moseo-myeon
Moseo-myeon (koreanska: 모서면) är en socken i den centrala delen av Sydkorea,  160 km sydost om huvudstaden Seoul. Den ligger i kommunen Sangju i provinsen Norra Gyeongsang.